# Edvin Ryding
Lars Edvin Folke Ryding, född 4 februari 2003 i Hedvig Eleonora församling i Stockholm, är en svensk skådespelare. Han har framför allt uppmärksammats för rollerna som Linus Ek i Gåsmamman (2015), Viktor i Älska mig (2019), Gunnar Andersson i Fröken Frimans krig (2013) och prins Wilhelm i Young Royals (2021).

## Karriär
Ryding debuterade som barnskådespelare vid fem års ålder i TV-serien Mannen under trappan 2009, och har senare medverkat i produktioner som Fröken Frimans krig, Kronjuvelerna, The Stig-Helmer Story, Nobels testamente och flera övriga filmer om Annika Bengtzon som producerades under 2011. Han gjorde rösten till huvudrollen i den animerade svensk-danska långfilmen Resan till Fjäderkungens rike och kunde också höras i Sveriges Radios julkalender Alla barnen firar jul. 2013 hade han en huvudroll i Biciklo – Supercykeln, som Valle. Åren 2013 och 2014 hade han huvudrollen i Unga radioteaterns miniserie Lars dagbok.. Han har sedan 2015 medverkat i TV-serien Gåsmamman som yngsta sonen Linus Ek och spelade rollen som Sylvester Silfverhielm i SVT:s hyllade julkalender Storm på Lugna gatan 2018. 2022 listade Forbes honom som 30 Under 30 i kategorin Entertainment. 2022 var han sommarvärd i Sveriges Radio.

### 2021:Young Royals
Edvin Ryding slog igenom internationellt med rollen som prins Wilhelm i dramaserien Young Royals 2021. I serien deltog han i skapandet av rollfiguren prins Wilhelm och tog däri inspiration från sitt eget liv. Efter att serien haft premiär ökade hans följarantal på social media-appen Instagram från 20 000 till 2,3 miljoner.

## Privatliv
Ryding är uppvuxen i Saltsjö-Boo och har tre syskon. Han är barnbarn till journalisten Lars Ryding.

## Filmografi
| År        | Titel                                        | Roll                 | Noter                       |
| --------- | -------------------------------------------- | -------------------- | --------------------------- |
| 2009      | Mannen under trappan                         | Fabian Kreutz        | Thrillerserie               |
| 2011      | The Stig-Helmer Story                        |                      | Komedifilm                  |
| 2011      | Kronjuvelerna                                | Richard Persson      | Thriller                    |
| 2012      | Nobels testamente                            | Kalle                | Thriller                    |
| 2012      | Prime Time                                   | Kalle                | Thriller                    |
| 2012      | Studio Sex                                   | Kalle                | Thriller                    |
| 2012      | Den röda vargen                              | Kalle                | Thriller                    |
| 2012      | Livstid                                      | Kalle                | Thriller                    |
| 2012      | En plats i solen                             | Kalle                | Thriller                    |
| 2013      | IRL                                          | Lillebror Jonas      | Thriller                    |
| 2013      | Biciklo - Supercykeln                        | Valle Forslin        | TV-Serie                    |
| 2013–2017 | Fröken Frimans krig                          | Gunnar Andersson     | Dramaserie                  |
| 2014      | Resan till Fjäderkungens rike                | Johan                | Röst                        |
| 2014      | Herr Peabody & Sherman                       | Tutankhamun, Mason   | Röst                        |
| 2014      | Paddington                                   | Jonathan             | Röst                        |
| 2014      | Bastuklubben                                 | Young Jarmo          | Humorprogram                |
| 2015      | Jönssonligan – Den perfekta stöten           | Young Charles-Ingvar | Film                        |
| 2015      | Blaze och monstermaskinerna                  |                      | Röst                        |
| 2015–2022 | Gåsmamman                                    | Linus Ek             | Dramaserie                  |
| 2016      | Om allt vore på riktigt                      | Josef                | Kort Film                   |
| 2016      | Kubo och de två strängarna                   | Kuba                 | Röst                        |
| 2017      | Paddington 2                                 | Jonathan             | Röst                        |
| 2017      | Tinkas juläventyr                            | Lasse                | Röst                        |
| 2018      | Storm på Lugna gatan                         | Sylvester            | TV-Serie                    |
| 2019–2020 | Älska mig                                    | Viktor               | TV-Serie                    |
| 2020      | Framåt                                       | Ian Lightfoot        | Röst                        |
| 2020      | High School Musical: The Musical: The Series | Ricky                | Röst                        |
| 2020      | Dolittle                                     | Stubbins             | Röst                        |
| 2020      | Maria Wern – En orättvis rättvisa            | Elliot               | Kriminalfilm                |
| 2020      | Loop                                         | Marcus               | Röst                        |
| 2021      | Don’t Look Up                                | Yule                 | Svensk röst                 |
| 2021–2024 | Young Royals                                 | Wilhelm              | Dramaserie                  |
| 2023      | Avgrunden                                    | Simon Vibenius       | Katastroffilm               |
| 2024      | Jordskred (Landslide)                        | Adam                 | Dramafilm                   |
| 2024      | En del av dig                                | Noel                 | Dramafilm                   |
| 2025      | 28 Years Later                               | E. Sundqvist         | Postapokalyptisk skräckfilm |
| 2026      | The Hunger Games: Sunrise on the Reaping     | Vitus                | Dystopisk äventyrsfilm      |